# Ochiai Naobumi

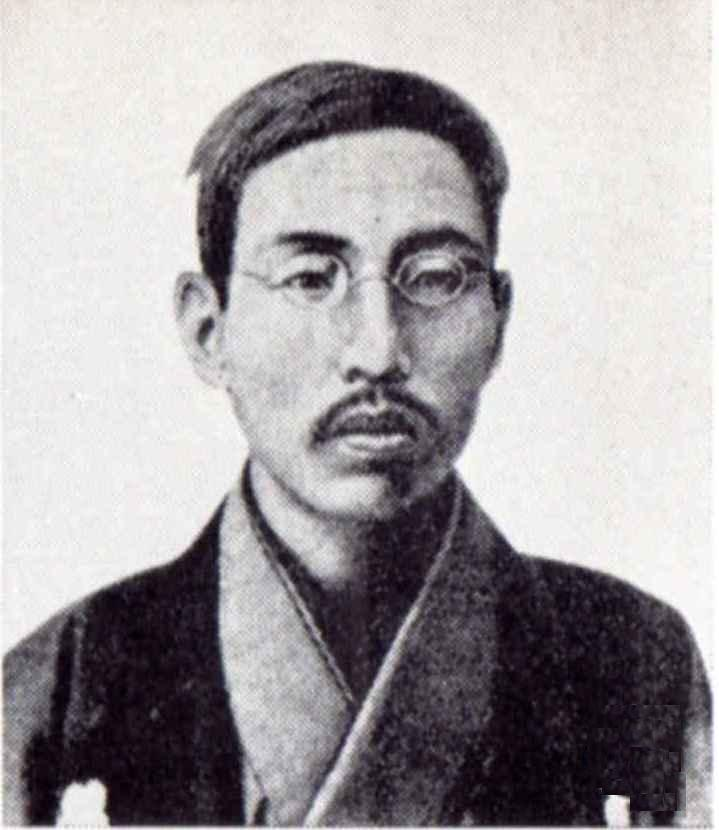
Ociai Naosuke

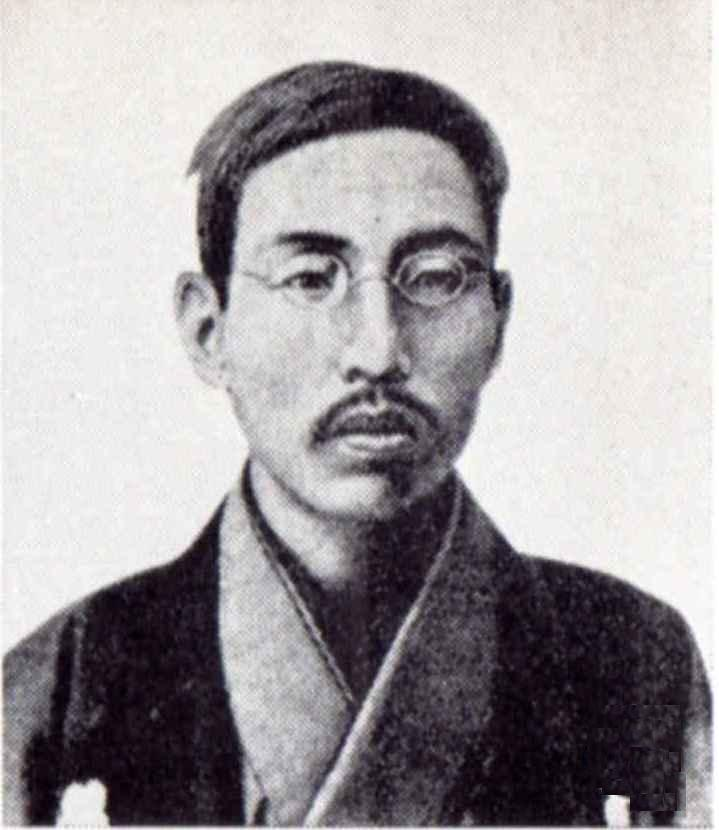

Ochiai Naobumi (jap. 落合 直文; eigentl.: Ayukai Morimitsu (鮎貝 盛光); * 22. Dezember 1861; † 16. Dezember 1903) war ein japanischer Lyriker und Literaturwissenschaftler.
Ochiai Naobumi wurde 1878 von der Familie Ochiai adoptiert, während er an deren Shintō-Schule studierte. 1881 ging er nach Tokio und setzte dort seine Ausbildung an der Universität Tokio fort, wo er zeitweise auch unterrichtete. Als Lyriker strebte er an, die traditionellen lyrischen Formen (Waka) mit neuer Sensibilität zu füllen. Bekannt wurde Kōjo Shiragiku no Uta (1888), eine Übertragung eines chinesischen Gedichtes von Inoue Tetsujirō. Verdienste erwarb er sich als Förderer junger Begabungen wie Yosano Akiko, deren Werke er in seinem Verlagshaus veröffentlichte. Als Literaturwissenschaftler trat er u. a. als Koautor des ersten großen Gesamtkommentars zum Ōkagami (mit Konakamura Yoshizō) hervor.